# Peñíscola
Peñíscola (spanisch) oder Peníscola (valencianisch) (beide Namen sind offiziell) ist eine Stadt in der spanischen Provinz Castelló im Norden der Autonomen Region Valencia im Gebiet des (historischen) Königreiches Aragonien an der Mittelmeerküste (Costa del Azahar (katalanisch Costa dels Tarongers) – „Orangenblütenküste“) und liegt nördlich von der Provinzhauptstadt Castelló (73 km Distanz) und der Regionalhauptstadt Valencia (113 km). Seit 2013 gehört Peñíscola zur Vereinigung der schönsten Dörfer Spaniens.

## Beschreibung
Peñíscola liegt an einer begünstigten Stelle des Mittelmeeres und ist ein beliebtes Ziel des nationalen und internationalen Tourismus. Es zählt 8210 Einwohner (Stand 1. Januar 2022), wobei in der touristischen Hochsaison diese Zahl durch Urlauber auf mehr als 150.000 anwachsen kann. Mit seiner einzigartigen historischen Altstadt auf einem Felsen und dem fünf Kilometer langen Strand ist Peñíscola einer der wichtigsten Urlaubsorte Spaniens, v. a. für die Spanier selbst, in jüngster Zeit jedoch zunehmend auch für Ausländer. Peñíscola hat jährlich rund 300 Sonnentage, die Durchschnittstemperatur beträgt im Sommer 27 °C, im Winter 11 °C. Die Wassertemperatur liegt im Sommer um 23 °C.
Die Altstadt liegt auf einem imposanten Felsen, der 64 m über dem Meer emporragt und mit dem Festland durch einen Sandstreifen verbunden ist, der früher bei Sturm von den Wellen weggespült wurde, sodass sich die Stadt vorübergehend in eine Insel verwandelte. Das Zentrum der Altstadt bildet eine Festungsburg (Zitadelle) aus dem 14. Jahrhundert. Unterhalb der Altstadt liegen zwei Sandstrände, der kleinere Südstrand (Playa Sur) und der ausgedehnte Nordstrand (Playa Norte). Südlich von Peñíscola schließt sich das Naturschutzgebiet Sierra de Irta an.
Im Kontrast zur Altstadt stehen die neugebauten Straßen und Alleen des touristischen Viertels. Das Stadtgebiet umfasst 79 km² mit 17 km Küstenlänge und besitzt außer touristischen Zonen auch Waldflächen und Anbaugebiete für Orangen, Oliven, Artischocken und Mandeln.

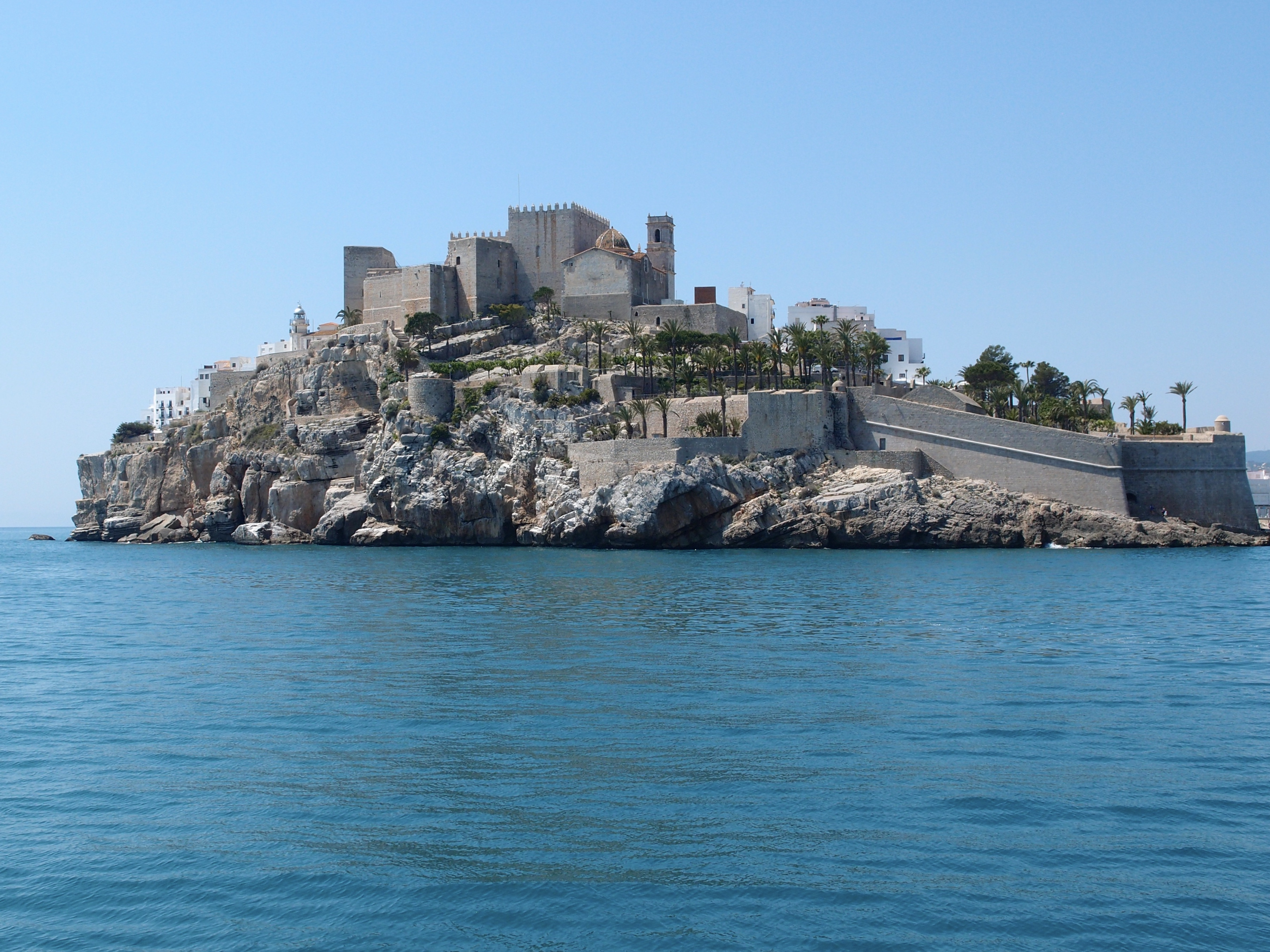
Peñíscola Altstadt mit Burg

## Geschichte
Die Geschichte der heutigen Stadt reicht ungefähr bis zum Jahr 1000 v. Chr. zurück. Die heutige Altstadt war damals eine Burg. In der Antike und im frühen Mittelalter war der Platz bereits von Karthagern, Griechen, Phöniziern, Römern und Arabern besiedelt und befestigt worden. Die heutige Burg wurde vom Templerorden von 1294 bis 1307 auf den Ruinen einer maurischen Festung erbaut. Im Stil zwischen Spätromanik und Gotik angesiedelt, ist die Burg schmucklos und schlicht. Dessen ungeachtet ist die Burg von Peñíscola (nach der Alhambra in Granada) eine der meistbesuchten Sehenswürdigkeiten Spaniens.

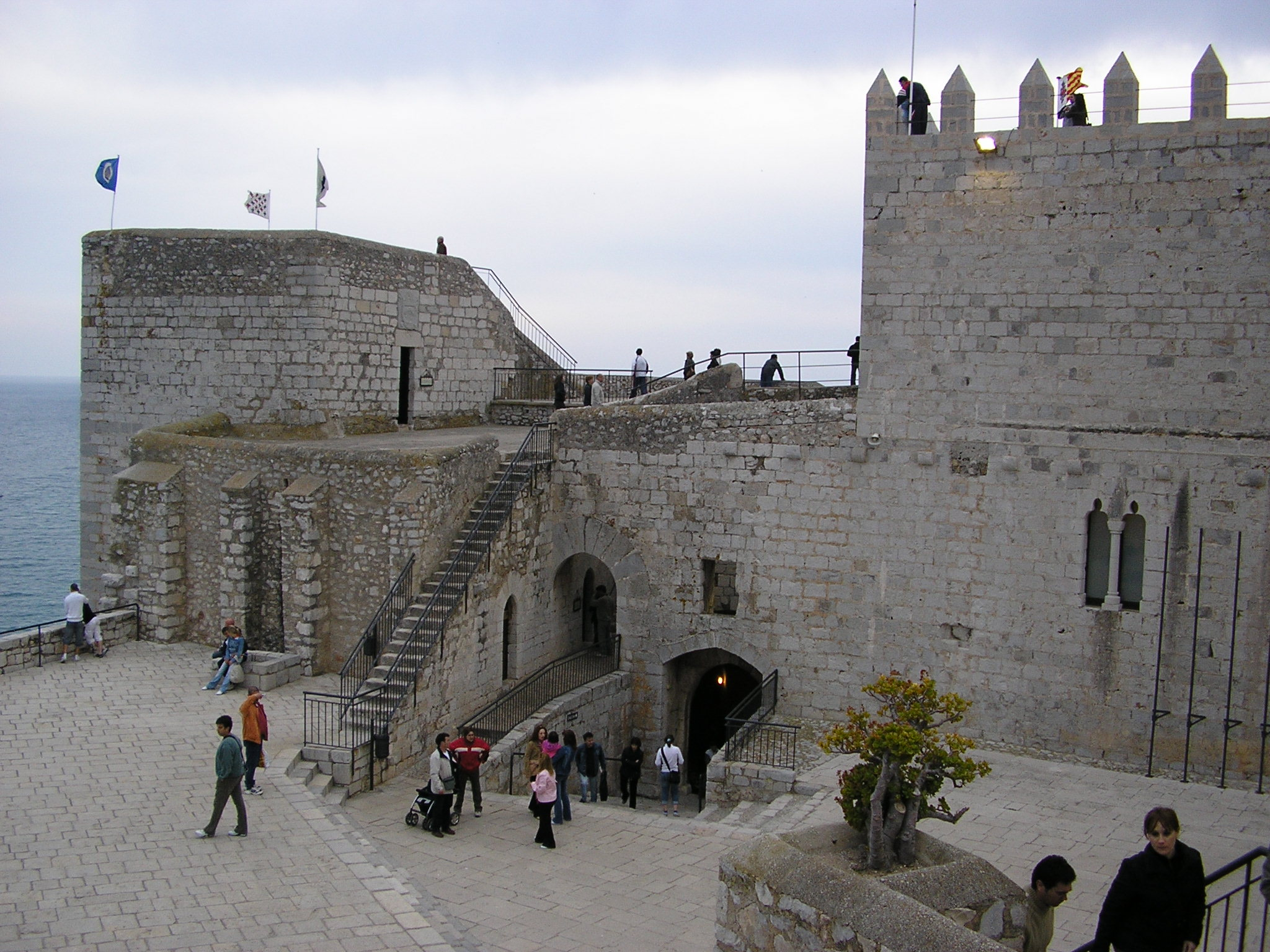
Innenhof der Burg

Allgemein bekannt wurde Peñíscola durch die beiden letzten Gegenpäpste der Obedienz von Avignon im Großen Abendländischen Schisma, Benedikt XIII. und Clemens VIII. 1411 verlegte Benedikt XIII. (auch nach seinem Geburtsnamen Pedro de Luna und dem Mond in seinem Wappen „Papa Luna“ genannt) seine Residenz in die Burg von Peñíscola im Gebiet des seine Obödienz unterstützenden Königs von Aragón und lebte dort bis zu seinem Tod am 23. Mai 1423. Auch sein Nachfolger Clemens VIII. nahm Residenz in Peñíscola bis zu seiner Abdankung und Ernennung zum Bischof von Mallorca. Nach dem Ende des Großen Abendländischen Schismas war Peñíscola ein unbedeutendes Provinzstädtchen ohne besondere Vorkommnisse und wurde erst durch den Tourismus des 20. Jahrhunderts als „historisches“ Reiseziel wiederentdeckt.

## Kultur und Sehenswürdigkeiten

### Sehenswürdigkeiten
- Die Templerburg inmitten der historischen Altstadt, Residenz der beiden Päpste Benedikt XIII. (Papa Luna) und Clemens VIII.
- Santa Maria - Pfarrkirche in der Altstadt, gotischer Ursprung
- Ermita de la Virgen de la Ermitana - neben der Burg gelegene Eremitage gotischen Ursprungs
- Ermita de San Antonio - Ermitage in dem nahegelegenen Naturschutzgebiet Sierra de Irta
- Parque de Artilleria - Park am Fuße der Burg innerhalb der Altstadt. Die Eintrittskarte für die päpstliche Burg schließt den Besuch des Parks mit ein.
- Museo del Mar - Meeresmuseum mit Ausstellungen zu Nautik und Fischerei
- El Bufador - Ein  Blasloch innerhalb der Stadtmauern
- Parque natural de la Sierra de Irta - der Naturpark südlich von Peñíscola.  Der Park erstreckt sich über 14 km entlang der Küste bis zur südlich benachbarten Ortschaft Alcossebre. In ihm befinden sich unzählige kleine Badebuchten sowie die oben genannte Ermita de San Antonio und der Torre Badum, ein mittelalterlicher Wachturm.

### Kultur
Peñíscola bezeichnet sich selber als Ciudad del Cine - Stadt des Kinos, da schon viele Filme und Serien innerhalb der Altstadt gedreht wurden u. a.
- Calabuig (1954) - ein spanisch-italienischer Film von Luis García Berlanga
- El Cid (1961) - US-amerikanischer Abenteuer- und Historienfilm von Anthony Mann. U.a. wurde vor der Kulisse der Burganlage am Strand von Peñíscola die finale Entscheidungsschlacht der Spanier gegen die Almoraviden des bekannten Historienfilms gedreht.
- El Chringuito de Pepe (2014–2016) - spanische Fernsehserie von Telecinco
- Game of Thrones (2011–2019) - Ein Teil der 6. Staffel wurde innerhalb der Altstadt gedreht.

Der Fotograf Dirk Alvermann widmete dem Ort im Jahr 1961 eine Fotoserie.
Als Urlaubsort veranstaltet die Stadt Peñíscola besonders im Sommer regelmäßig Feste mit Konzerten, Open-Air-Kino und Aktivitäten für Familien.
- Im Juni die Veranstaltungsreihe «Peñíscola Ciudad Papal» (Peñíscola Papst-Stadt) in der die Ankunft Benedikts des XIII. in der Stadt gefeiert wird.
- In den Monaten Juli und August richtet die Stadt das «Festival de Teatro Clásico Castillo de Peñíscola», ein Theaterfest, aus.
- Im August das «Festival Internacional de Música Antigua y Barroca», Internationales Festival für alte und Barock-Musik.
- Im September «Ciclo de Conciertos de Música Clásica», Konzertreihe zur klassischen Musik im städtischen „Kongresspalast“ und im gotischen Saal der Burg.
- Am Ende des Jahres organisiert die Stadt einen Mittelaltermarkt innerhalb der Altstadtmauern und im Park am Fuß der Burg wird eine „lebende Krippe“ aufgeführt.
- Seit 2003 wird im Juli das «Festival Internacional de Jazz» in der Stadt abgehalten, an dem schon Jazzgrößen wie Bebo Valdés, Diana Krall, George Benson, Al Jarreau, Wynton Marsalis, Pat Metheny, Kenny Barron, Kevin Mahogany, Madeleine Peyroux, Iván Lins, Cassandra Wilson, Eliane Elias, Carmen Lundy, Chucho Valdés, Bill Evans, Benny Golson teilgenommen haben.

## Lokale Feste
- Patronatsfest zu Ehren des Stadtpatrons Antonio Abad am 17. Januar.
- Karneval, drei Tage Ende Februar.
- Semana Santa (Karwoche, die Woche vor Ostern) wird auch in Peñíscola mit zahlreichen Prozessionen begangen
- Prozession zur Ermitage San Antonio in der Sierra de Irta. Die Prozession findet am ersten Sonntag nach Ostern statt.
- San Isidro im Mai
- San Juan - die Johannisnacht am 24. Juni wird, wie in Spanien üblich, mit einem Feuerwerk gefeiert. In Peñíscola findet das Feuerwerk am Süd-Strand statt.
- San Pedro, Fest zu Ehren des hl. Petrus, Ende Juni.
- Patronatsfeste im September zu Ehren der «Virgen de la Ermitana», der Jungfrau der Ermitage. Ab dem 7. September, die zentralen Tage sind der 8. und 9. September mit folkloristischen Tänzen und Trachten. Am Ende der Festwoche gibt es einen Umzug der Moros y Cristianos.